# 強木在
強木在（1953年3月12日—），臺灣足球教練、退役足球運動員。球員時期效力大同公司旗下大同足球隊，自1988年起轉任大同隊的總教練，帶領大同隊與台電隊南北相望，直到2021年大同公司停止贊助球隊。當大同公司退出球隊營運後，他仍然續留從大同隊轉型而來的台灣石虎足球隊，領軍大同暨台灣石虎的數十年來率領該隊贏取中正盃、足協盃、全國埠際甲組聯賽、總統盃、和平杯、世界華人盃、全國超級盃、全國五人制、企業足球聯賽、及全國城市聯賽等多次冠軍，還有2017年至2019年台灣企業甲級足球聯賽冠軍成績斐然。1992年底至2000年間，強木在擔任中華台北足球代表隊的總教練，為近代台灣人任期最長的教練之一。2002年與2012年也曾短暫執教中華隊參與邀請賽、以及東亞盃資格賽，亞洲足球協會曾在2000年頒發是年4月份亞洲最佳教練獎予強木在，是目前全台灣唯一獲得亞洲最佳教練殊榮的足球教練，鼓勵其亞洲盃資格賽上率領中華隊的優異表現。